# Oleg Bakłanow
Oleg Dmitrijewicz Bakłanow ros. Оле́г Дми́триевич Бакла́нов (ur. 17 marca 1932 w Charkowie, zm. 28 lipca 2021 w Moskwie) – radziecki inżynier i polityk, Bohater Pracy Socjalistycznej (1976).
Absolwent charkowskiej rzemieślniczej szkoły łączności i Wszechzwiązkowego Zaocznego Instytutu Energetyki, od 1962 pracował jako inżynier w fabryce, w 1972 został dyrektorem fabryki w Charkowie. Od kwietnia 1975 do listopada 1976 był dyrektorem generalnym zjednoczenia produkcyjnego „Monolit”, od listopada 1976 do 8 kwietnia 1983 zastępcą ministra, a od 8 kwietnia 1983 do 18 lutego 1988 ministrem przemysłu budowy maszyn Związku Radzieckiego. Od 18 lutego 1988 do sierpnia 1991 sekretarz KC KPZR. Nadzorował pracę przemysłu zbrojeniowego. Pełnił funkcję wiceprzewodniczącego Rady Obrony przy prezydencie ZSRR Gorbaczowie do sierpnia 1991, kiedy to został aresztowany za współprzywództwo PKSW. W lutym 1994 uzyskał ułaskawienie na mocy uchwały Dumy Państwowej.

## Odznaczenia i nagrody
- Złoty Medal „Sierp i Młot” Bohatera Pracy Socjalistycznej (12 sierpnia 1976)
- Order Lenina (12 sierpnia 1976)
- Order Rewolucji Październikowej (26 kwietnia 1971)
- Order Czerwonego Sztandaru Pracy (dwukrotnie - 26 lipca 1966 i 25 marca 1974)
- Order „Znak Honoru” (29 lipca 1960)
- Nagroda Leninowska (1982)

i medale.